# Gan-Erdene Tsend
Gan-Erdene Tsend, mongolisch Цэндийн Ган-Эрдэнэ, (* 4. Januar 1979 in Mörön, Mongolei) ist ein deutsch-mongolischer Künstler, dessen malerisches Werk eine Symbiose aus mongolischer Heimat und deutscher Lebenswirklichkeit darstellt.

## Leben
Gan-Erdene Tsend ist der älteste Sohn von Tsend und Sarangerel Vaanchig, es folgten ihm vier Töchter. Während der Studienjahre seiner Eltern in Ulaanbaatar lebte Gan-Erdene Tsend bis zum siebten Lebensjahr bei seiner Großmutter, die als Nomadin nahe der Stein- und Sandwüsten der Gobi mit ihren Schafen, Ziegen, Pferden, Rindern und Kamelen den Jahreszeiten folgend umherzog, und nur die Wintermonate in einem festen Quartier verbrachte. Sie war es auch, die Gan-Erdene Tsend die traditionellen Märchen und buddhistischen Legenden lehrte.
Von 1986 bis 1996 ging Tsend in Ulaanbaatar zur Grundschule. Es folgte dort ein Besuch der sog. 86th Talent-Schule, an der er vier Jahre lang traditionelle mongolische Malerei und Zeichnung studierte. 1996 schrieb er sich an der Universität für Kultur und Kunst in Ulaanbaatar ein, wo er bei den Professoren Nasantsengel und  Narangerel handwerkliche Fähigkeiten sowie Klassische und Dekorative Malerei vermittelt bekam.
2001 kam Tsend nach Deutschland, um an der Kunstakademie Münster zu studieren. Nach zwei vorbereitenden Jahren gehörte er von 2003 bis 2010 der Malklasse von Hermann-Josef Kuhna an, 2007 wurde er dessen Meisterschüler. 2010 erhielt er den Akademiebrief 'mit Auszeichnung'. Seitdem lebt er als freischaffender Künstler in Münster. Tsend ist verheiratet und hat zwei Töchter. Im November 2022 wurde er vom Außenministerium der Mongolei zum Kulturbotschafter ernannt.

## Schaffen
Die frühen Landschaftseindrücke aus der weiten Landschaft der Mongolei bestimmen bis heute die Bildwelten des Künstlers. Seine pointillistisch anmutenden Landschaftsmotive sind bestimmt von fernen, hohen Horizonten, die den kargen, oft steinigen Grund thematisieren. Gelegentlich besiedeln einzelne Figuren mit mongolischen Gesichtszügen oder Pferdegruppen die Einöde. Indem Gan-Erdene Tsend Wahrzeichen der zersiedelten Kulturlandschaft Deutschlands wie Strandhäuser auf Stelzen in die grenzenlose Natur der Mongolei fügt, verbindet er in seinen Gemälden Grundthematiken seiner beiden Heimatländer.
Auch in seinen surreal-figurativen Arbeiten fügt Gan-Erdene Tsend Dinge zueinander, die nicht gleichzeitig  existieren können. So nutzt er Spiegelungen, die nur einen Teil der Realität wiedergeben, und Schatten, die ihrer eigenen Logik folgen, um verschiedene Realitätsebenen miteinander zu verknüpfen und an Träume und Gedanken erinnernde Werke zu schaffen.

## Auszeichnungen
- 2006: 2. Preis für Junge Kunst, Kuboshow Herne
- 2012: Kunstpreis Wesseling, Thema „Punkt ohne Wiederkehr“, Kunstverein Wesseling e.V.
- 2014: „Best Mongolian National Talent“ durch das Ministerium für Bildung, Kultur und Wissenschaft der Mongolei

## Ausstellungen (Auswahl Einzelausstellungen)
- "Zwei Welten" Bürgermeisterhaus, Essen 2024
- "munkh khukh enger oder blauer Himmel" Essen, Galerie Klose 2021
- Reality is just an Illusion, Museum Burg Vischering, Lüdinghausen 2022
- Painting, Art´M Gallery, Horsens (Dänemark), 2022
- In einem anderen Leben, Kunsthaus Klüber, Weinheim 2018
- NEW WORKS, Galerie Hovestadt, Nottuln 2017
- DONE TWICE, Galerie kunst@work, Mannheim 2017
- Zwei Welten, Franz-Hitze-Haus, Münster 2016
- I WILL BE YOUR MIRROR, Kolvenburg, Kulturzentrum des Kreises Coesfeld, Billerbeck 2016
- MALEREI, Galerie Gering, Frankfurt am Main 2016
- USE YOUR ILLUSIO, N Galerie Klose, Essen 2016
- LANDSCAPES, Galerie Son, Berlin 2016
- TODAY AFTER TOMORROW, Greskewitz-Kleinitz-Galerie, Hamburg 2015
- BETWEEN, Gallery Haleh, Berg am Starnberger See  2015
- EXISTENT-NON EXISTENT, Galerie Hovestadt, Nottuln  2015
- MODERN TRANSFORMATIONS-NEW IDENTITIES, Botschaft der Mongolei, Berlin 2015
- BEGEGNUNGEN, Bezirksregierung Münster 2014
- REFLEXION, Galerie Klose, Essen 2014
- CLOSER TO THE SUN, 976 Art Gallery, Ulan-Bator, Mongolia 2014
- ZWEI WELTEN, Kunstverein Wesseling e. V. 2013
- SPIEGELUNGEN, Wohn+Stadtbau GmbH, Münster 2013
- REFLEXIONEN, Galeria Nolte, Porto Colom (Spanien) 2012
- Still on the way, Galerie Michael Nolte, Münster 2011
- Malerei, Galerie Hoffmann, Rheda-Wiedenbrück  2011
- Dülmener Kunstverein e.V. 2010
- Galerie-Kabuth, Gelsenkirchen 2010
- Ways to Eternity, Galerie Michael Nolte, Münster 2009
- Auf Wegen, Precise Myer‘s Hotel Berlin 2009
- Bilder der Farbe und des Lichts, Gronauer Kunstkreis e.V. 2008
- Dülmener Kunstverein e.V. 2008
- Bilder aus der Ferne, Kultur Verein Alte-Brennerei-Schwake, Ennigerloh 2007

## Sammlungen
- Kunstsammlung Benetton Group, Treviso (Italien)
- Mathias-Spital – Stiftung privaten Rechte, Rheine
- Von-Bodelschwingh-Krankenhaus, Ibbenbüren
- UKM – Universitätsklinikum Münster
- Sammlung Becker & Knawek, Münster
- Landrat Kreis Coesfeld
- Kolvenburg, Kulturzentrum des Kreises Coesfeld, Billerbeck
- Botschaft der Mongolei, Berlin
- sowie viele Privatsammlungen